# Darrieova turbína

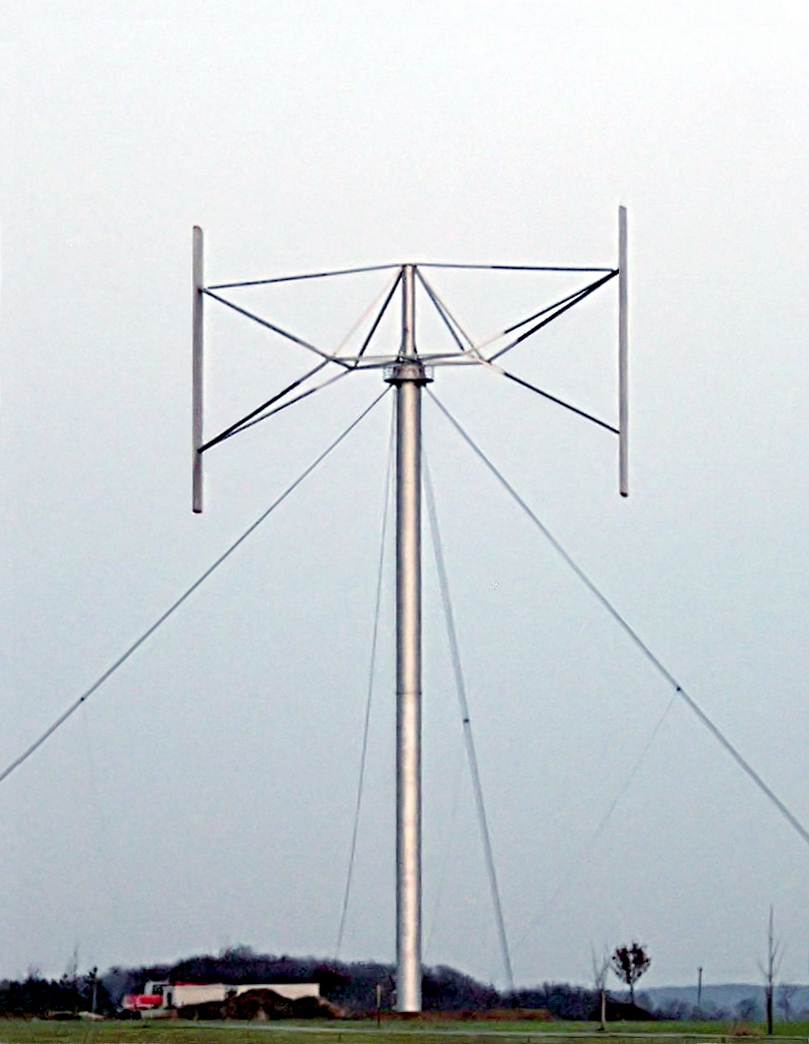
Darrieova turbína s rotorem ve tvaru H

Darrieova turbína, rotor Darrieus nebo Darrieův motor je větrná turbína, pracující na vztlakovém principu. Na rozdíl od běžných větrných turbín je osa otáčení kolmá na směr větru, je obvykle stavěna vertikálně. Díky tomu nezávisí práce stroje na směru větru.
Turbínu vynalezl francouzský inženýr Georges Jean Marie Darrieus v roce 1931 (patentováno 8. 12. 1931). V původní verzi vyžadovala počáteční roztočení (sama se nebyla schopna z klidu roztočit), později byla vybavena i zařízením pro samostatný start a regulaci. Účinnost se běžně uvádí v rozsahu 35–38 %, tedy o něco vyšší než například Savoniova turbína.
Výhody konstrukce
- není nutno jej natáčet proti větru
- generátor a ostatní součásti se dají uložit pod stožár
- nižší nároky na stožár (váha, vyvážení)

Nevýhody konstrukce
- problémovější regulovatelnost
- v původní konstrukci vyžadovala vyšší rychlost větru pro start turbíny (je možno ji roztáčet turbínou, která pracuje již od nižších rychlostí větru – např. Savoniovou turbínou)